# Leptoiulus trilineatus
Leptoiulus trilineatus är en mångfotingart som först beskrevs av Carl Ludwig Koch 1847.  Leptoiulus trilineatus ingår i släktet Leptoiulus och familjen kejsardubbelfotingar.

## Underarter
Arten delas in i följande underarter:
- L. t. bureschi
- L. t. obscurus